# Vasil Baranaŭ
Vasil Vasiljevitj Baranaŭ (belarusiska: Васіль Васільевіч Баранаў, ryska: Василий Васильевич Баранов, Vasilij Vasiljevitj Baranov), född 5 oktober 1972 Homel, är en vitrysk fotbollsspelare (mittfältare) som för närvarande spelar för Rjazan.